# Ašera
Ašera (hebrejski אֲשֵׁרָה, ugaritski ṯrt) je božica majka koju su štovali drevni semitski narodi. Akađani su ju zvali Ašratu, a Hetiti Aserdu i Asertu. Spomenuta je i u Bibliji kao kraljica neba.
U ugaritskim je tekstovima spomenuta kao Atirat (ʼAṯirat), Gospa mora. Njezin je muž tamo vrhovni bog El, pa je ona zvana Elat.
U akadskim tekstovima Atirat se naziva Ašratum.
Postojao je amorejski kralj Abdi-Aširta, čije ime znači "Ašerin sluga".

## UBibliji
U Bibliji je spomenuto da su Izraelci štovali Ašeru i Baala, što je razbjesnilo Boga Jahvu. Čini se da su Izraelci vjerovali da je Ašera supruga Jahve. Postoje natpisi koji spominju Jahvu i Ašeru kao božanski par. Judejski su se kraljevi većinom držali štovanja Jahve te su uništavali Ašerine kipove. Međutim, kralj Roboam je podigao ašere (jednostavniji naziv za Ašerine kipove) na svakom brežuljku. Njegov je unuk Asa bio pravi jahvist, koji je svoju baku Maaku lišio naslova velike kneginje jer je štovala Ašeru. Kralj Jošija je proveo opsežnu vjersku reformu i maknuo iz Izraela sve strane bogove te je spalio sve predmete načinjene za Ašeru.
Prorok Jeremija je ovako opisao štovanje Ašere: "Djeca kupe drva, oci pale vatru, žene mijese tijesto da ispeku kolače 'kraljici neba' i lijevaju ljevanice tuđim bogovima da me pogrde." (Jeremija 7:18)

## Suvremeno otkriće
Dr. Francesca Stavrakopoulou objavila je tezu o tome da je Ašera bila supruga boga Jahve, što je moguće jer su drevni Izraelci bili politeisti, premda je u Bibliji njihova religija opisana kao monoteistička. Svoju teoriju temelji na drevnim tekstovima, amuletima i figuricama pronađenim u iskopinama kod grada Ugarita na području današnje Sirije. Svi artefakti upućuju na to da je Ašera bila moćna božica plodnosti. Pojasnila je povezanost Jahve i Ašere: "Napis na artefaktima odnosi se na zazivanje blagoslova. Blagoslov se, važno je istaknuti, zaziva od 'Jahve i njegove Ašere', što je jedan od brojnih dokaza da se radilo o božanskom paru. U kombinaciji s biblijskim tekstom iz Knjige kraljeva, koji opisuje štovanje Ašere u Jahvinom hramu, gdje su joj ženske službenice tkale ritualne tkanine, dokazi se više ne mogu ignorirati."
Izraelski su kraljevi štovali Ašeru kao kraljicu neba, možda zato što su bili pod utjecajem žena ‒  Ahab pod utjecajem Izebele, a Joram (premda judejski kralj) pod utjecajem Atalije, Ahabove kćeri.